# Château de Peyras
Pour les articles homonymes, voir Peyras.
Le château de Peyras, à Roumazières-Loubert, domine la Charente.

## Historique
Les archives du Moyen Âge ont disparu, mais au cours de travaux on a eu la certitude qu'il existait avant le XIIe siècle.
Du XVe siècle au XVIIIe siècle il a été le fief de la famille Feydeau de Peyras, seigneurs de Roumazières.

## Architecture
Le logis rectangulaire avec étage et sa charpente mansardée recouverte de tuiles plates datent du XVe siècle, d'une reconstruction après la Guerre de Cent Ans. Il présente toutes les caractéristiques des constructions frustes et solides de la Charente limousine.
Il a possédé cinq tours, deux carrées et trois rondes d'un diamètre de 10 m, dont il ne reste qu'une, coiffée d'une poivrière couverte de tuiles plates.
La façade ouest qui présente une porte du XVIIe siècle est semble-t-il de construction plus tardive.
L'intérieur possède une salle basse qui communique avec la chapelle à huit arcades située dans la tour.
Le corps de logis oriental et la tour cylindrique nord-est du château ont été inscrits  monument historique par arrêté du 21 décembre 1998.

Le château de Peyras
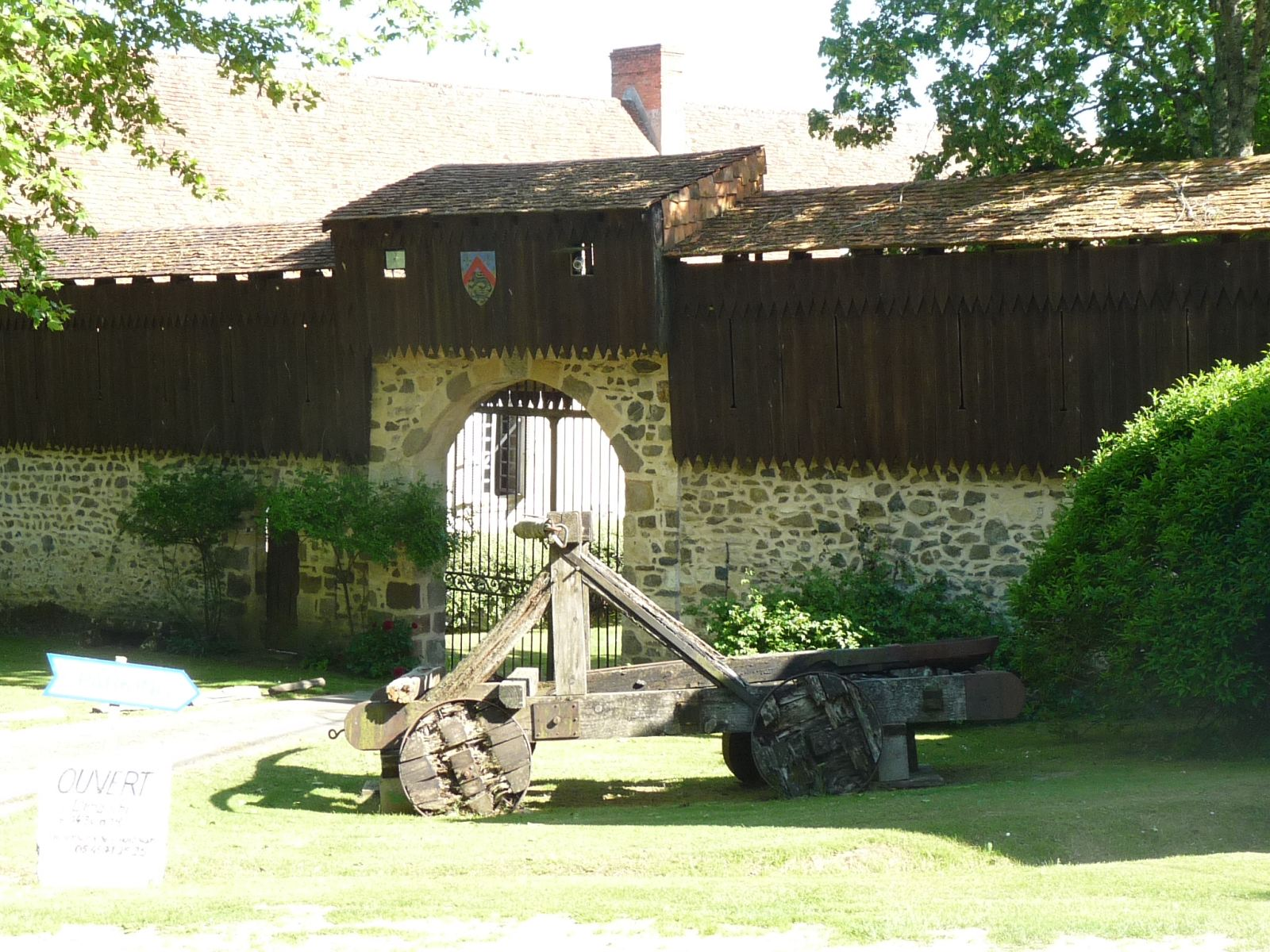
L'entrée et hourd reconstitué.
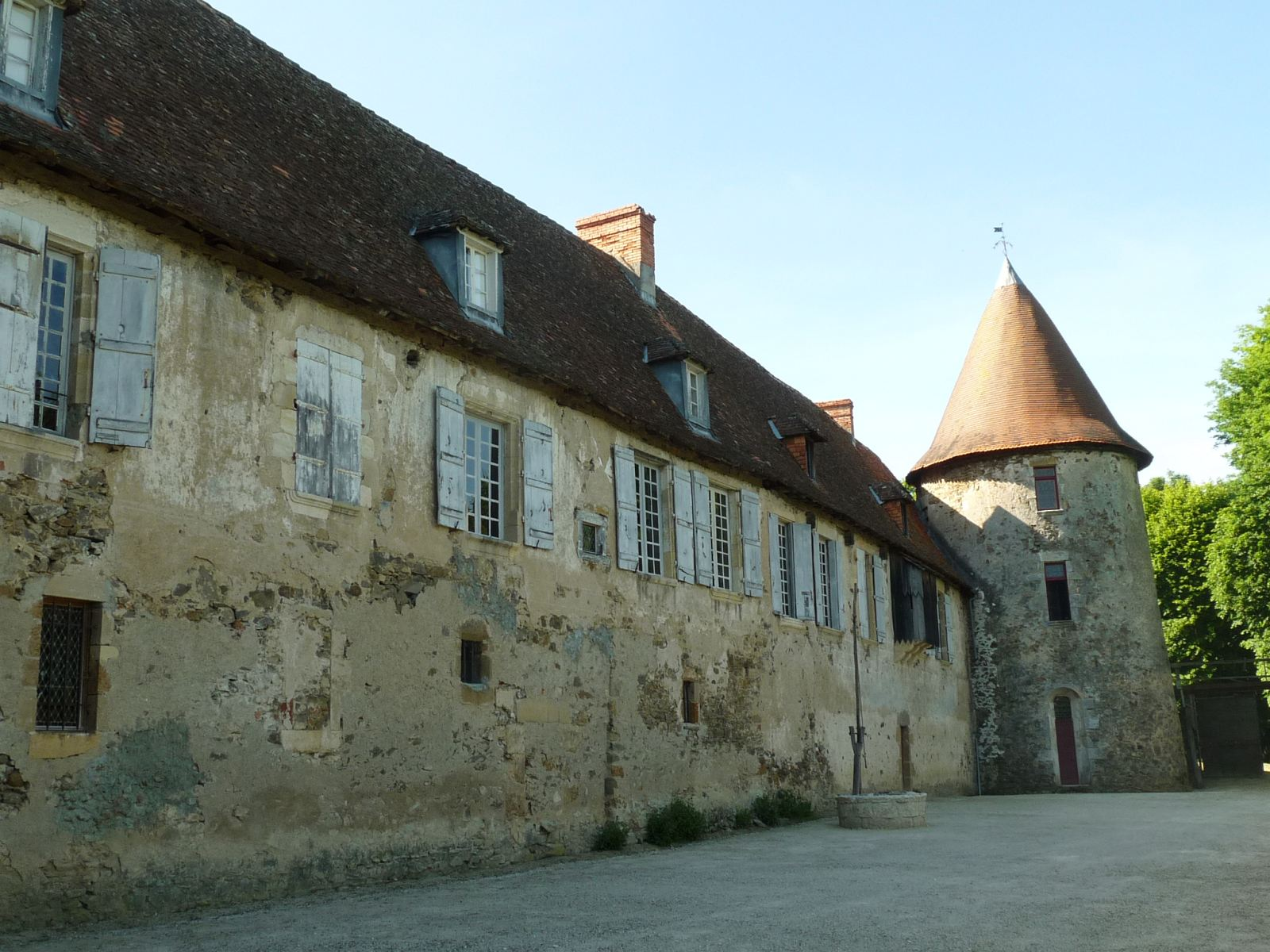
Le corps de logis, façade est.
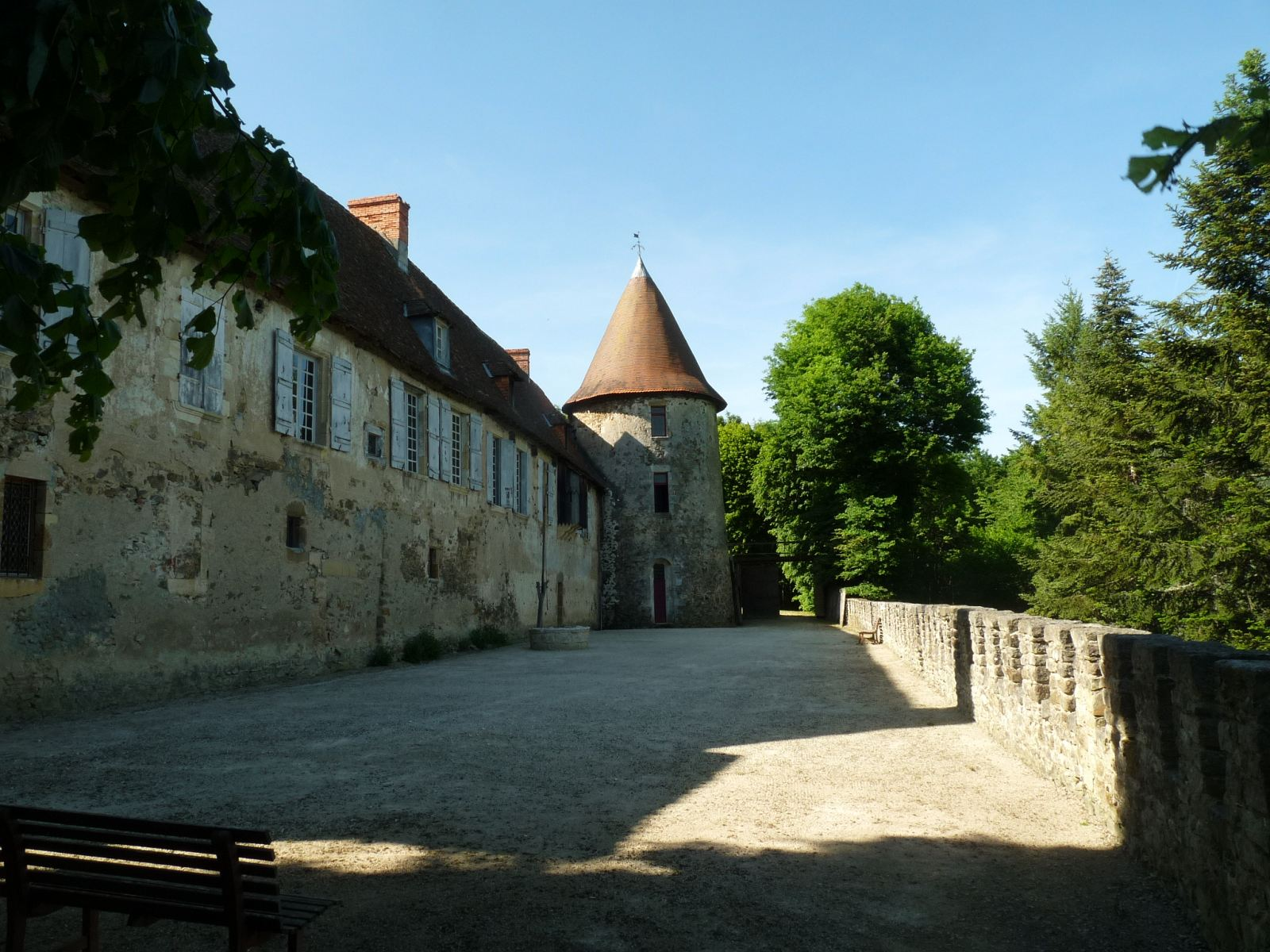
Le rempart surplombant la vallée de la Charente.
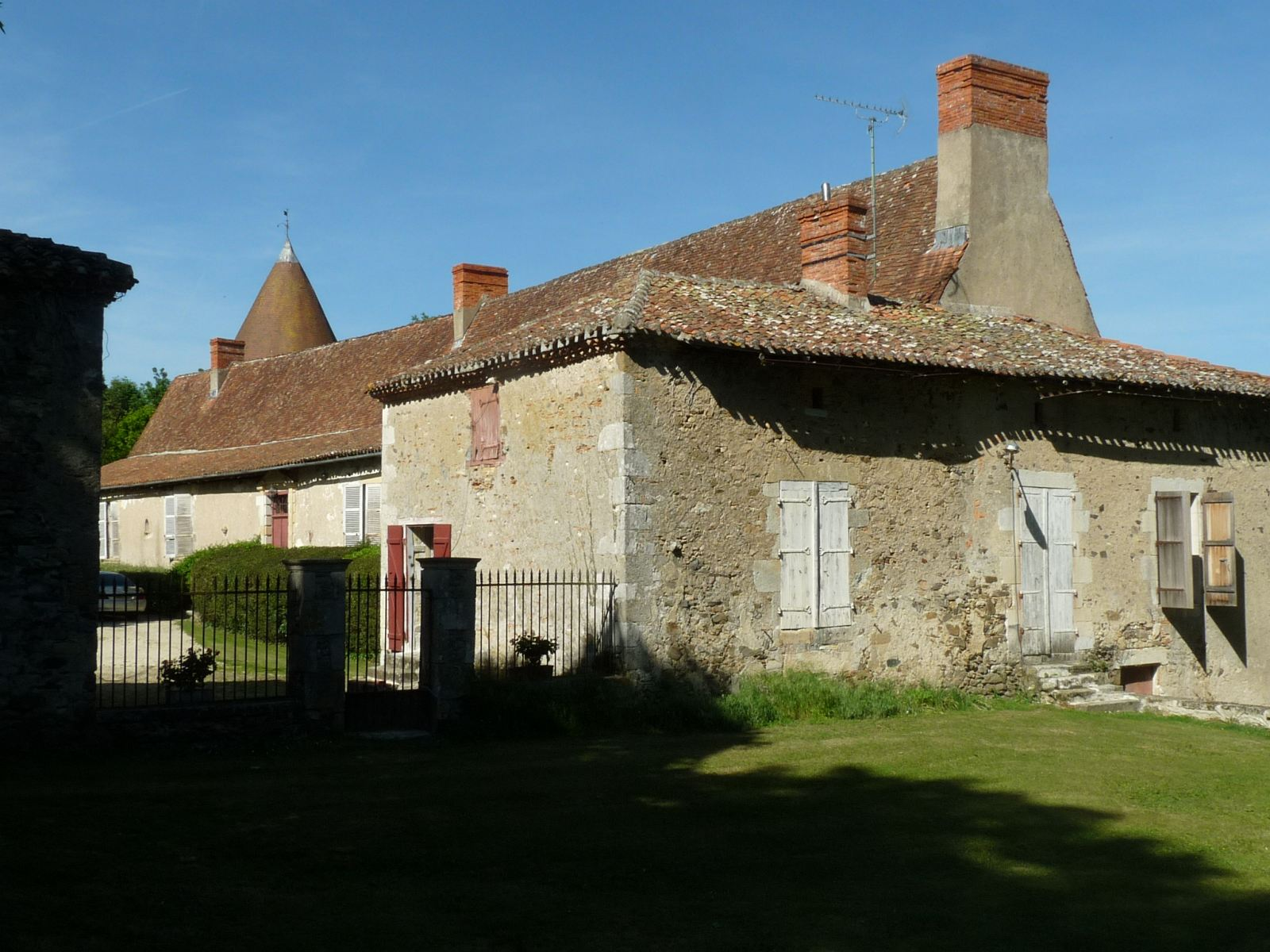
Le corps de logis vu du sud-ouest.
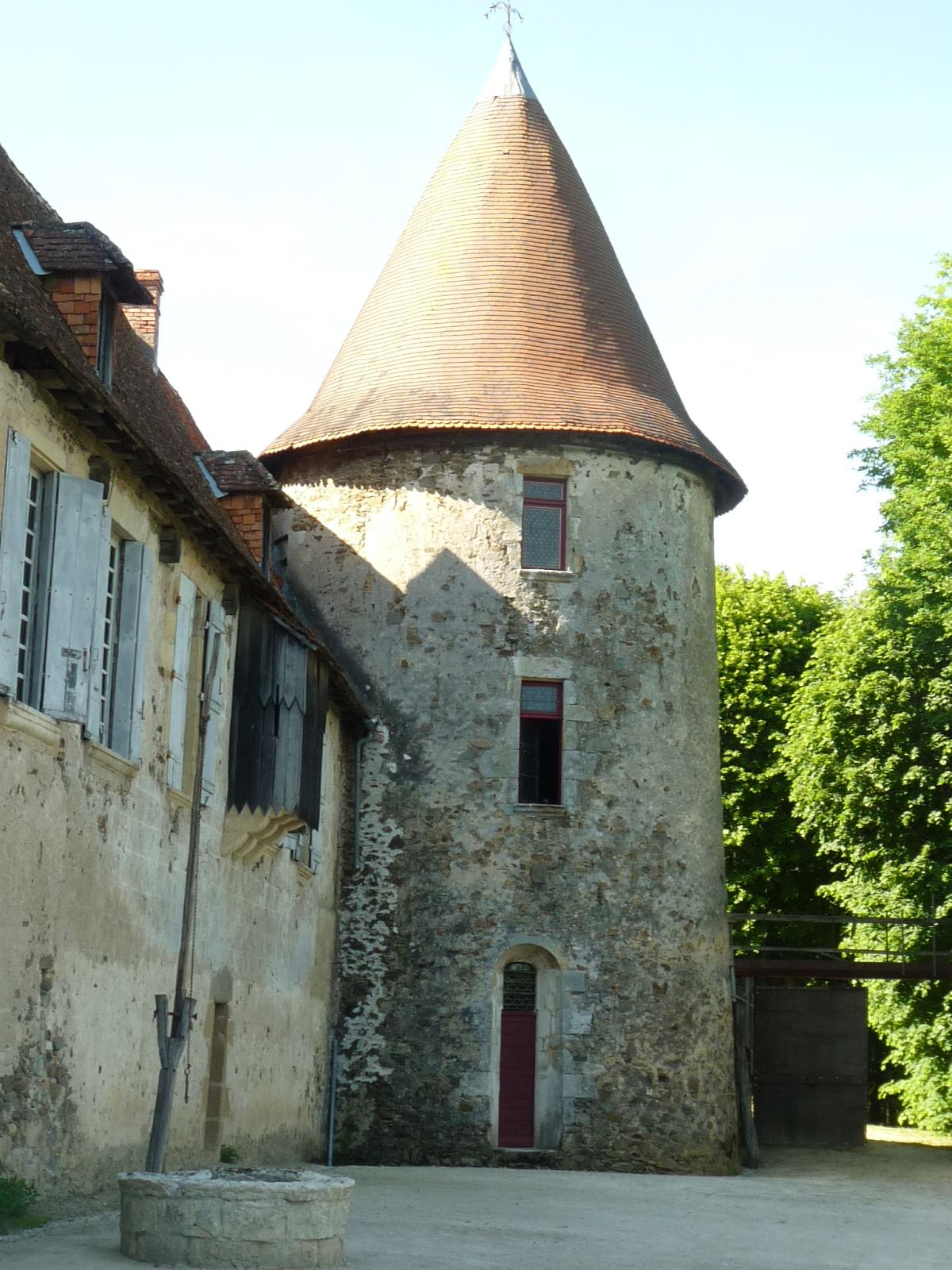
La tour vue du sud-est.